# Sportverein Wehen 1926 Taunusstein 2014-2015
Questa voce raccoglie le informazioni riguardanti lo Sportverein Wehen 1926 Taunusstein nelle competizioni ufficiali della stagione 2014-2015.

## Stagione
Nella stagione 2014-2015 il Wehen Wiesbaden, allenato da Marc Kienle e Christian Hock, concluse il campionato di 3. Liga al 9º posto. In Coppa di Germania il Wehen Wiesbaden fu eliminato al primo turno dal Kaiserslautern.

## Rosa
| N. |                     | Ruolo | Calciatore         |
| -- | ------------------- | ----- | ------------------ |
| 1  | Germania (bandiera) | P     | Markus Kolke       |
| 4  | Germania (bandiera) | D     | Robert Müller      |
| 5  | Germania (bandiera) | C     | Julian Grupp       |
| 6  | Germania (bandiera) | C     | Patrick Funk       |
| 7  | Germania (bandiera) | A     | Alexander Riemann  |
| 8  | Germania (bandiera) | C     | Jonatan Kotzke     |
| 10 | Germania (bandiera) | C     | Tobias Jänicke     |
| 11 | Germania (bandiera) | A     | Soufian Benyamina  |
| 13 | Germania (bandiera) | A     | Marius Kleinsorge  |
| 14 | Germania (bandiera) | D     | Thomas Geyer       |
| 15 | Polonia (bandiera)  | C     | David Blacha       |
| 17 | Germania (bandiera) | D     | Daniel Wein        |
| 18 | Germania (bandiera) | D     | Jonas Acquistapace |

| N. |                     | Ruolo | Calciatore         |
| -- | ------------------- | ----- | ------------------ |
| 19 | Germania (bandiera) | P     | Niklas Reichel     |
| 20 | Angola (bandiera)   | A     | José Vunguidica    |
| 21 | Germania (bandiera) | P     | Raphael Laux       |
| 23 | Germania (bandiera) | D     | Alf Mintzel        |
| 24 | Germania (bandiera) | A     | Luca Schnellbacher |
| 25 | Germania (bandiera) | P     | Florian Fromlowitz |
| 26 | Germania (bandiera) | D     | Michael Wiemann    |
| 27 | Germania (bandiera) | D     | Alexander Nandzik  |
| 28 | Germania (bandiera) | C     | Nils-Ole Book      |
| 29 | Germania (bandiera) | C     | Niklas Zeller      |
| 30 | Svizzera (bandiera) | D     | Joshua Iten        |
| 31 | Polonia (bandiera)  | C     | Sebastian Mrowca   |
| 32 | Germania (bandiera) | C     | Kevin Schindler    |

## Organigramma societario
Area tecnica
- Allenatore: Christian Hock
- Allenatore in seconda: Bernd Heemsoth
- Preparatore dei portieri: Steffen Vogler
- Preparatori atletici: Sebastian Wagener

## Calciomercato

### Sessione estiva
| Acquisti | Acquisti           | Acquisti            | Acquisti |
| R.       | Nome               | da                  | Modalità |
| -------- | ------------------ | ------------------- | -------- |
| C        | Kevin Schindler    | St. Pauli II        |          |
| A        | Soufian Benyamina  | Preußen Münster     |          |
| P        | Florian Fromlowitz | Dinamo Dresda       |          |
| C        | Patrick Funk       | Stoccarda II        |          |
| D        | Thomas Geyer       | Stoccarda II        |          |
| D        | Joshua Iten        | Wehen Wiesbaden U19 |          |
| A        | Marius Kleinsorge  | Goslarer            |          |
| C        | Jonatan Kotzke     | Jahn Ratisbona      |          |
| C        | Sebastian Mrowca   | Energie Cottbus     |          |
| P        | Niklas Reichel     | Wehen Wiesbaden U19 |          |
| A        | Alexander Riemann  | Stoccarda II        |          |
| D        | Daniel Wein        | Bayern Monaco II    |          |

| Cessioni | Cessioni       | Cessioni              | Cessioni |
| R.       | Nome           | a                     | Modalità |
| -------- | -------------- | --------------------- | -------- |
| C        | Maik Vetter    | Kickers Offenbach     |          |
| C        | Marco Christ   | Seligenporten         |          |
| C        | Adam Freund    | Rot-Weiss Francoforte |          |
| P        | Michael Gurski | Reutlingen            |          |
| D        | Marcus Mann    | Hoffenheim II         |          |
| D        | Denis Perger   | Friburgo II           |          |

### Sessione invernale
| Acquisti | Acquisti           | Acquisti      | Acquisti |
| R.       | Nome               | da            | Modalità |
| -------- | ------------------ | ------------- | -------- |
| C        | David Blacha       | Hansa Rostock |          |
| D        | Jonas Acquistapace | Omonia        |          |

| Cessioni | Cessioni              | Cessioni         | Cessioni |
| R.       | Nome                  | a                | Modalità |
| -------- | --------------------- | ---------------- | -------- |
| D        | Nico Herzig           | Kickers Würzburg |          |
| D        | Maximilian Ahlschwede | Hansa Rostock    |          |
| A        | Marco Königs          | Jahn Ratisbona   |          |

## Risultati

### 3. Liga

#### Girone di andata
| Arbitro: | Bandurski |

|                            |           |            |
| Vunguidica 50’ Riemann 68’ | Marcatori | 8’ Fennell |

| Arbitro: | Jöllenbeck |

|                                    |           |                                              |
| Erb 10’ Voglsammer 35’ Schwarz 84’ | Marcatori | 48’ Riemann 72’ Vunguidica 75’ Schnellbacher |

| Arbitro: | Schlager |

|                |           |  |
| Kleinsorge 90’ | Marcatori |  |

| Arbitro: | Badstübner |

|  |           |          |
|  | Marcatori | 48’ Book |

| Arbitro: | Alt |

|                                       |           |           |
| Benyamina 8’, 49’ Vunguidica 38’, 51’ | Marcatori | 70’ Çeçen |

| Arbitro: | Schult |

|                           |           |  |
| Michel 23’ Ledgerwood 32’ | Marcatori |  |

| Arbitro: | Gerach |

|  |           |                          |
|  | Marcatori | 72’ Eilers 84’ Stefaniak |

| Arbitro: | Osmers |

|                                        |           |                               |
| Reichwein 24’, 89’ Bischoff 72’ (rig.) | Marcatori | 44’ Jänicke 51’ (aut.) Riedel |

| Arbitro: | Sippel |

|                                |           |            |
| Vunguidica 3’, 90’ Jänicke 73’ | Marcatori | 51’ Wiegel |

| Kiel 20 settembre 2014, ore 14:00 CEST 10ª giornata | Holstein Kiel | 0 – 0 referto | Wehen Wiesbaden | Holstein-Stadion (3 945 spett.)\| Arbitro: \| Treiber \| |
| Arbitro:                                            | Treiber       |               |                 |                                                          |

| Arbitro: | Alt |

|           |           |                                    |
| Menga 76’ | Marcatori | 35’ Jänicke 90’ Müller 90’ Riemann |

| Arbitro: | Bokop |

|                          |           |  |
| Jänicke 5’ Benyamina 62’ | Marcatori |  |

| Arbitro: | Kempkes |

|  |           |                                       |
|  | Marcatori | 33’ Vunguidica 66’ Book 80’ Benyamina |

| Arbitro: | Schwermer |

|             |           |                        |
| Jänicke 85’ | Marcatori | 12’ Roßbach 24’ Parker |

| Arbitro: | Dittrich |

|                           |           |             |
| Gogia 27’, 85’ Schick 59’ | Marcatori | 90’ Jänicke |

| Arbitro: | Winkmann |

|                               |           |  |
| Schnellbacher 41’ Mintzel 75’ | Marcatori |  |

| Arbitro: | Aytekin |

|          |           |               |
| Mast 68’ | Marcatori | 76’ Benyamina |

| Arbitro: | Thomsen |

|  |           |           |
|  | Marcatori | 84’ Kraus |

| Arbitro: | Ittrich |

|                                        |           |                         |
| Scheidhauer 18’ Onuegbu 76’ Janjić 89’ | Marcatori | 34’ Funk 80’ Vunguidica |

#### Girone di ritorno
| Arbitro: | Weiner |

|                             |           |                      |
| Fennell 78’ Engelbrecht 90’ | Marcatori | 80’ (rig.) Benyamina |

| Arbitro: | Schult |

|                                                     |           |  |
| Book 40’ Schnellbacher 47’ Schindler 84’ Mrowca 88’ | Marcatori |  |

| Dortmund 3 febbraio 2015, ore 19:00 CET 22ª giornata | Borussia Dortmund II | 0 – 0 referto | Wehen Wiesbaden | Stadio Rote Erde (953 spett.)\| Arbitro: \| Schwermer \| |
| Arbitro:                                             | Schwermer            |               |                 |                                                          |

| Arbitro: | Kempkes |

|            |           |                             |
| Blacha 79’ | Marcatori | 50’ Ziemer 62’ Schwertfeger |

| Arbitro: | Koslowski |

|                   |           |            |
| Rausch 71’ (rig.) | Marcatori | 90’ Mrowca |

| Arbitro: | Perl |

|            |           |                               |
| Riemann 9’ | Marcatori | 49’ Makarenko 59’ Kleindienst |

| Arbitro: | Petersen |

|  |           |             |
|  | Marcatori | 52’ Jänicke |

| Arbitro: | Brand |

|                           |           |               |
| Blacha 53’ Vunguidica 70’ | Marcatori | 13’, 87’ Kara |

| Arbitro: | Cortus |

|  |           |                                      |
|  | Marcatori | 27’ (rig.) Wiemann 43’ Schnellbacher |

| Arbitro: | Storks |

|  |           |            |
|  | Marcatori | 34’ Heider |

| Arbitro: | Schwermer |

|                                  |           |  |
| Wiemann 27’ (rig.) Benyamina 86’ | Marcatori |  |

| Arbitro: | Waschitzki-Günther |

|                                 |           |  |
| Knoll 13’ Königs 22’ Aosman 53’ | Marcatori |  |

| Arbitro: | Siewer |

|  |           |             |
|  | Marcatori | 63’ Senesie |

| Arbitro: | Badstübner |

|            |           |               |
| Franzin 7’ | Marcatori | 68’ Schindler |

| Arbitro: | Wingenbach |

|                                       |           |  |
| Vunguidica 49’, 78’ Franke 62’ (aut.) | Marcatori |  |

| Arbitro: | Rohde |

|                 |           |             |
| Endres 42’, 82’ | Marcatori | 40’ Jänicke |

| Arbitro: | Schröder |

|            |           |          |
| Blacha 29’ | Marcatori | 26’ Klos |

| Arbitro: | Jöllenbeck |

|                       |           |            |
| Marquet 57’ Cauly 61’ | Marcatori | 75’ Blacha |

| Arbitro: | Koslowski |

|                    |           |  |
| Schorch 12’ (aut.) | Marcatori |  |

### Coppa di Germania
| Arbitro: | Stegemann |

|                           |                      |                                           |
| Wiemann Book Mrowca Geyer | Tiri di rigore 3 – 5 | Hofmann Fomitschow Mugoša Torrejón Heintz |

## Statistiche

### Statistiche di squadra
| Competizione      | Punti | In casa | In casa | In casa | In casa | In casa | In casa | In trasferta | In trasferta | In trasferta | In trasferta | In trasferta | In trasferta | Totale | Totale | Totale | Totale | Totale | Totale | DR  |
| Competizione      | Punti | G       | V       | N       | P       | Gf      | Gs      | G            | V            | N            | P            | Gf           | Gs           | G      | V      | N      | P      | Gf     | Gs     | DR  |
| ----------------- | ----- | ------- | ------- | ------- | ------- | ------- | ------- | ------------ | ------------ | ------------ | ------------ | ------------ | ------------ | ------ | ------ | ------ | ------ | ------ | ------ | --- |
| 3. Liga           | 53    | 19      | 10      | 2       | 7       | 30      | 17      | 19           | 5            | 6            | 8            | 24           | 27           | 38     | 15     | 8      | 15     | 54     | 44     | +10 |
| Coppa di Germania | -     | 1       | 0       | 1       | 0       | 0       | 0       | 0            | 0            | 0            | 0            | 0            | 0            | 1      | 0      | 1      | 0      | 0      | 0      | 0   |
| Totale            | 53    | 20      | 10      | 3       | 7       | 30      | 17      | 19           | 5            | 6            | 8            | 24           | 27           | 39     | 15     | 9      | 15     | 54     | 44     | +10 |

### Andamento in campionato
| Giornata  | 1 | 2 | 3 | 4 | 5 | 6 | 7 | 8 | 9 | 10 | 11 | 12 | 13 | 14 | 15 | 16 | 17 | 18 | 19 | 20 | 21 | 22 | 23 | 24 | 25 | 26 | 27 | 28 | 29 | 30 | 31 | 32 | 33 | 34 | 35 | 36 | 37 | 38 |
| --------- | - | - | - | - | - | - | - | - | - | -- | -- | -- | -- | -- | -- | -- | -- | -- | -- | -- | -- | -- | -- | -- | -- | -- | -- | -- | -- | -- | -- | -- | -- | -- | -- | -- | -- | -- |
| Luogo     | C | T | C | T | C | T | C | T | C | T  | T  | C  | T  | C  | T  | C  | T  | C  | T  | T  | C  | T  | C  | T  | C  | T  | C  | T  | C  | C  | T  | C  | T  | C  | T  | C  | T  | C  |
| Risultato | V | N | V | V | V | P | P | P | V | N  | V  | V  | V  | P  | P  | V  | N  | P  | P  | P  | V  | N  | P  | N  | P  | V  | N  | V  | P  | V  | P  | P  | N  | V  | P  | N  | P  | V  |
| Posizione | 5 | 3 | 3 | 3 | 1 | 2 | 4 | 7 | 7 | 7  | 6  | 3  | 1  | 1  | 2  | 1  | 1  | 4  | 7  | 9  | 8  | 8  | 10 | 9  | 10 | 8  | 9  | 8  | 8  | 8  | 9  | 10 | 9  | 8  | 9  | 9  | 10 | 9  |

Legenda:

Luogo: C = Casa; T = Trasferta. Risultato: V = Vittoria; N = Pareggio; P = Sconfitta.

### Statistiche dei giocatori
| Giocatore        | 3. Liga  | 3. Liga | 3. Liga     | 3. Liga    | Coppa di Germania | Coppa di Germania | Coppa di Germania | Coppa di Germania | Totale   | Totale | Totale      | Totale     |
| Giocatore        | Presenze | Reti    | Ammonizioni | Espulsioni | Presenze          | Reti              | Ammonizioni       | Espulsioni        | Presenze | Reti   | Ammonizioni | Espulsioni |
| ---------------- | -------- | ------- | ----------- | ---------- | ----------------- | ----------------- | ----------------- | ----------------- | -------- | ------ | ----------- | ---------- |
| J. Acquistapace  | 15       | 0       | 1           | 0          | 0                 | 0                 | 0                 | 0                 | 15       | 0      | 1           | 0          |
| M. Ahlschwede    | 2        | 0       | 0           | 0          | 0                 | 0                 | 0                 | 0                 | 2        | 0      | 0           | 0          |
| S. Benyamina     | 32       | 7       | 1           | 0          | 1                 | 0                 | 0                 | 0                 | 33       | 7      | 1           | 0          |
| D. Blacha        | 17       | 4       | 3           | 0          | 0                 | 0                 | 0                 | 0                 | 17       | 4      | 3           | 0          |
| N. Book          | 35       | 3       | 3           | 0          | 1                 | 0                 | 0                 | 0                 | 36       | 3      | 3           | 0          |
| F. Fromlowitz    | 2        | 0       | 0           | 0          | 1                 | 0                 | 0                 | 0                 | 3        | 0      | 0           | 0          |
| P. Funk          | 19       | 1       | 3           | 0          | 0                 | 0                 | 0                 | 0                 | 19       | 1      | 3           | 0          |
| T. Geyer         | 34       | 0       | 1           | 0          | 1                 | 0                 | 0                 | 0                 | 35       | 0      | 1           | 0          |
| J. Grupp         | 11       | 0       | 1           | 0          | 0                 | 0                 | 0                 | 0                 | 11       | 0      | 1           | 0          |
| N. Herzig        | 19       | 0       | 6           | 0          | 1                 | 0                 | 0                 | 0                 | 20       | 0      | 6           | 0          |
| J. Iten          | 0        | 0       | 0           | 0          | 0                 | 0                 | 0                 | 0                 | 0        | 0      | 0           | 0          |
| T. Jänicke       | 38       | 8       | 2           | 0          | 1                 | 0                 | 1                 | 0                 | 39       | 8      | 3           | 0          |
| M. Kleinsorge    | 3        | 1       | 0           | 0          | 1                 | 0                 | 0                 | 0                 | 4        | 1      | 0           | 0          |
| M. Kolke         | 37       | 0       | 0           | 1          | 0                 | 0                 | 0                 | 0                 | 37       | 0      | 0           | 1          |
| J. Kotzke        | 3        | 0       | 1           | 0          | 0                 | 0                 | 0                 | 0                 | 3        | 0      | 1           | 0          |
| M. Königs        | 1        | 0       | 0           | 0          | 0                 | 0                 | 0                 | 0                 | 1        | 0      | 0           | 0          |
| R. Laux          | 0        | 0       | 0           | 0          | 0                 | 0                 | 0                 | 0                 | 0        | 0      | 0           | 0          |
| A. Mintzel       | 32       | 1       | 5           | 0          | 1                 | 0                 | 0                 | 0                 | 33       | 1      | 5           | 0          |
| S. Mrowca        | 26       | 2       | 9           | 0          | 1                 | 0                 | 1                 | 0                 | 27       | 2      | 10          | 0          |
| R. Müller        | 31       | 1       | 7           | 0          | 1                 | 0                 | 0                 | 0                 | 32       | 1      | 7           | 0          |
| A. Nandzik       | 10       | 0       | 1           | 1          | 0                 | 0                 | 0                 | 0                 | 10       | 0      | 1           | 1          |
| N. Reichel       | 0        | 0       | 0           | 0          | 0                 | 0                 | 0                 | 0                 | 0        | 0      | 0           | 0          |
| A. Riemann       | 26       | 4       | 1           | 0          | 0                 | 0                 | 0                 | 0                 | 26       | 4      | 1           | 0          |
| K. Schindler     | 15       | 2       | 3           | 0          | 0                 | 0                 | 0                 | 0                 | 15       | 2      | 3           | 0          |
| L. Schnellbacher | 37       | 4       | 6           | 0          | 1                 | 0                 | 0                 | 0                 | 38       | 4      | 6           | 0          |
| J. Vunguidica    | 33       | 11      | 9           | 0          | 1                 | 0                 | 0                 | 0                 | 34       | 11     | 9           | 0          |
| D. Wein          | 24       | 0       | 2           | 0          | 1                 | 0                 | 0                 | 0                 | 25       | 0      | 2           | 0          |
| M. Wiemann       | 30       | 2       | 5           | 2          | 1                 | 0                 | 0                 | 0                 | 31       | 2      | 5           | 2          |
| N. Zeller        | 0        | 0       | 0           | 0          | 0                 | 0                 | 0                 | 0                 | 0        | 0      | 0           | 0          |